# Ипполитов, Иван Иванович
Ива́н Ива́нович Ипполи́тов (7 января 1916 — 17 августа 2007, Москва, Россия) — советский дипломат. Чрезвычайный и полномочный посол.

## Биография
Окончил Высшую дипломатическую школу МИД СССР (1947).
- В 1947—1951 годах — сотрудник посольства СССР в США.
- В 1951—1953 годах — сотрудник центрального аппарата МИД СССР.
- В 1953—1957 годах — сотрудник посольства СССР в Великобритании.
- В 1957—1969 годах — сотрудник центрального аппарата МИД СССР.
- В 1969—1974 годах — советник-посланник посольства СССР в Великобритании.
- В 1974—1977 годах — начальник Консульского управления МИД СССР.
- В 1977—1983 годах — начальник Управления кадров МИД СССР, член Коллегии МИД СССР.
- С 8 января 1984 по 7 июля 1987 года — чрезвычайный и полномочный посол СССР в Швейцарии.

## Награды
- Орден Красной Звезды.
- Орден Октябрьской Революции.
- Орден Трудового Красного Знамени (трижды).
- Орден Дружбы народов.
- Почётная грамота Президиума Верховного совета РСФСР.